# Сагартии

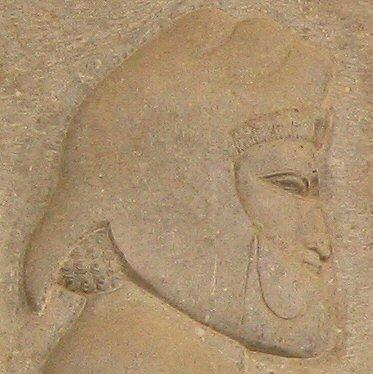
Сагартиец с рельефа из Персеполя

Сагартии, или асгартии  (др.-перс. аsа- gartiya- – «камнеройцы»; др.-греч. Σαγάρτιοι sagartioi) — ираноязычные племена, обитавшие на Иранском нагорье во времена Ахеменидов. 
Основной центр сагартиев постоянно находился в северо-западном Иране; вероятно, они были соседями парфян на северо-востоке Ирана. Согласно Геродоту, они были родственны персам, но, возможно, в какой-то момент также вступили в политический союз с мидийцами. Птолемей помещает их в Мидии, а Стефан Византийский утверждает, что в Каспийском море был полуостров под названием Сагартия. 
Сагартии были кочевниками-скотоводами, их главным оружием были арканы и короткие мечи. Одна из теорий связывает этноним с саками, у которых секиры назывались сагарий. Неясно соотношение западных сагартиев с народом зикерту, упоминаемым ассирийцами в царствование Саргона II (конец VIII века до н. э.) в северном Загросе. 
Возможно, им был пожалован район Арбелы мидийским царем Киаксаром в награду за их помощь в захвате Ниневии. По Геродоту, сагартии принадлежали к 14-й податной провинции империи Ахеменидов. Сагартийская делегация появляется среди носителей дани на рельефе Ападаны. При воцарении Дария I сагартии подняли против него восстание, которое возглавил Чиссатахма. Геродот также упомянул в седьмой книге своей «Истории», что сагартийцы предоставили 8000 всадников огромной армии царя Ксеркса во время вторжения персидского царя в Грецию в 480 г. до н. э.
Кроме вероятно существовавших западных сагартиев  с центром в Арбеле, были, вероятно, ещё и сагартии восточные, которых источник сведений Геродота о сатрапиях Ахеменидской державы относил к сатрапии Дрангиане (охватывавшей современный юго-западный Афганистан и юго-восточные части нынешнего Ирана); в другом месте Геродот их относит к Персиде. 